# Сибат
Сибат је врста копља, која се користила на Филипинима. Обично је било направљно од трске са наоштреним врхом, мада су се користили и метални врхови. Назив Сабат долази од Индонезијског или Филипинског дијалекта, док се на острву Негрос назива Бангко или Палупад.
Постоје многе верзије овог Филипинског копља, који варирају по дужини и функцији. За неке од ових копља карактеристичан је метални врх у разним стиловима и величинама, док је за друге пак било карактеристично само зашиљен врх, неки су имали једну а неки две оштрице.